# Чекунда
Чекунда́ (рос. Чекунда) — село у складі Верхньобуреїнського району Хабаровського краю, Росія. Адміністративний центр Чекундинського сільського поселення.

## Населення
Населення — 200 осіб (2010; 305 у 2002).
Національний склад (станом на 2002 рік):
- росіяни — 87 %